# Pechiney
Pechiney is een voormalig Frans concern dat verpakkingen en aluminiumproducten produceerde. Het werd in 2003 overgenomen door de Canadese aluminiumproducent Alcan.  
In 1969 startte de bouw van een Nederlandse vestiging in Vlissingen. Het dochterbedrijf Pechiney Nederland nv fungeerde als de beherend vennoot van Pechiney Nederland Alumimium Productiebedrijf cv waarbij Hunter Douglas als commanditaire vennoot optrad. In 2007 werd het bedrijf overgenomen door de Engelse investeringsmaatschappij Klesch and Company en werd voortgezet onder de naam Zalco (Zeeuwse Aluminium Company). Na een faillissement in december 2011 maakte deze dochteronderneming in juni 2012 een gedeeltelijke herstart met de onderdelen gieterij en anodefabriek. De gieterij behield de naam Zalco. 

## Pechiney in Nederland
In 1969 besloot Pechiney tot de bouw van een nevenvestiging in Vlissingen-Oost. Deze vestigingsplaats werd gekozen vanwege de ligging aan diep water, hetgeen de aanvoer van grondstoffen en de afvoer van eindproducten goed mogelijk maakt. De doorslaggevende reden om te kiezen voor Vlissingen was de garantie dat het goedkope stroom geleverd zou krijgen van de te bouwen kerncentrale Borssele. Voor het productieproces, dat bekend staat als het Hall Process, is zeer veel elektriciteit nodig. Pechiney zou op de NS na de grootste stroomverbruiker van Nederland worden. Het hoge energieverbruik van de smelterij maakte de bouw van de kernenergiecentrale noodzakelijk. Met Pechiney als grote klant was ook de afzet van elektriciteit uit de centrale verzekerd.
Pechiney sloot destijds met de PZEM een contract af dat voorzag in levering tegen een lage prijs. Daarvóór had Pechiney een jaar lang met de minister van Economische Zaken De Block onderhandeld over de levering van goedkoop aardgas, maar die besprekingen waren niet succesvol, naar verluidt omdat men toen reeds van plan was een kerncentrale in het Sloegebied te bouwen. Uit cijfers die in 1993 werden bekendgemaakt kon worden berekend, dat Pechiney 5,77 (gulden)cent per kilowattuur betaalde, ongeveer een kwart van wat de kleinverbruiker aan Deltan betaalde. Vanwege het landelijke verrekensysteem voor stroomverbruik betaalden alle stroomverbruikers in Nederland indirect mee aan de lage tarieven voor Pechiney. Naast goedkope stroom kreeg Pechiney een vestigingssubsidie van 60 miljoen gulden.
De bouw van de aluminiumfabriek en de kerncentrale startten beide in 1969. In april 1971 werd de eerste oven opgestart. De fabriek bestond uit een elektrolyse afdeling waar uit aluinaarde door een elektrolytisch proces aluminium werd gewonnen, een gieterij waarin het geproduceerde aluminium werd gegoten en een afdeling die anodes produceerde ten behoeve van de elektrolyse ovens.
Op 1 oktober 1971 werd de fabriek door prins Bernhard officieel geopend.

## Personeel en productie
In de eerste twee decennia groeide Pechiney Nederland (PNL) uit van ruim 700 werknemers tot zo'n 1.000 werknemers. In de jaren rond 1990 schommelde dat  tussen 900-950. Vervolgens daalde dat aantal gestadig; tot weer ruim 700 in 2000 en circa 560 in 2009.
Het bedrijf produceerde in 2007 hoogwaardig aluminium, gegoten in palen en plakken, in 100 verschillende legeringen en 50 formaten. De afnemers maakten er onder andere kozijnen en scheepsmasten van. Hunter Douglas, een producent van aluminium zonwering, waaronder jaloezieën, was een van de afnemers. Tot 2007 was het voor 15 % eigenaar van Pechiney Nederland. In de gieterij werd aluminium teruggewonnen uit oud metaal.
In het topjaar 2000 produceerde het bedrijf circa 193.000 ton nieuw aluminium, 216.000 ton aluminiumproducten, 171.000 ton perspalen en 45.000 ton walsplakken. De grondstof aluinaarde werd geïmporteerd uit Jamaica. Vooral de productie van nieuw aluminium kost zeer veel energie. 
Daarnaast had Pechiney op hetzelfde terrein een anodefabriek. Koolstof-anodes worden in het productieproces verbruikt en komen vrij in de vorm van CO2. De vervaardiging van anodes kost eveneens zeer veel energie. Hiervoor wordt zowel elektriciteit als gas gebruikt. De petroleumcokes die voor het maken van anodes nodig zijn kwamen in 2001 onder meer uit de VS en Europa.

## Eerste financiële problemen
In 1991 kreeg Pechiney Nederland betalingsproblemen. Het had een conflict met PZEM – dat vanwege de Elektriciteitswet 1989 inmiddels met de Watermaatschappij Zuid-West Nederland was gefuseerd tot DELTA Nutsbedrijven (Deltan) – over een openstaand bedrag van circa 200 miljoen gulden. Dit bedrag was ontstaan doordat de opslagkosten van het radioactief afval van kerncentrale Borssele veel hoger uitvielen dan verwacht. Volgens het geheime contract uit 1969 kwamen deze voor rekening van Pechiney. Pechiney vond dat het afval wel op een veel goedkopere manier kon worden opgeslagen voor een bedrag van 20 miljoen gulden. Binnen Deltan was er onzekerheid over de vraag of zij als leverancier van de stroom nog wel verantwoordelijk was voor de naleving van het contract, of de stroomproducent SEP. De SEP had Kerncentrale Borssele overigens per 1 januari 1990 overgedragen aan de EPZ.
In februari 1993 had Pechiney Nederland 930 werknemers. Sinds 1991 kampte het bedrijf met miljoenenverliezen, veroorzaakte door dumpprijzen voor aluminium van voormalige Oostbloklanden met lage prijzen van aluminium op de wereldmarkt als gevolg. Sindsdien werd personeel ontslagen. Pechiney verlangde van de Nederlandse overheid een tijdelijke verlaging van de energiekosten. President-directeur J. S. Letourneur dreigde met sluiting van de vestiging in Vlissingen. Er kwam een tijdelijke oplossing in de vorm van een tweejarig contract, waarin Pechiney een korting van 25% op de stroomprijs kreeg. Het contract kwam tot stand onder druk van de minister van Economische Zaken. Het conflict over de afvalkosten bleef onopgelost.
In maart 1995 was de hoeveelheid personeel intussen gedaald tot 850 directe banen. Het bedrijf leverde nog eens ongeveer hetzelfde aantal banen op bij toeleveranciers en aannemers in het Sloegebied. Het tweejarig contract met Pechiney liep af in 1996 en het bedrijf had in 1991 al gedreigd uit Vlissingen te vertrekken als het geen nieuw contract zou krijgen met gunstige elektriciteitstarieven. Het geschil over de verwerkingskosten van radioactief afval was intussen in het voordeel van Pechiney uitgevallen, waardoor de stroom voor kleinverbruikers in Nederland tot het derde kwartaal van 1995 met 0,2 cent per kilowattuur moest worden verhoogd.
Per 1 april 1996 sloot Pechiney een geheim tienjarig contract met DELTA, EPZ en SEP voor levering van elektriciteit. Pechiney werd verplicht op piekmomenten in de binnenlandse vraag zijn stroomverbruik met bijna een derde te verminderen. Voor SEP betekende dit een reserve-capaciteit van 90 MW zonder een extra centrale op te hoeven starten.

## Overnames
In augustus 1999 fuseerde het moederbedrijf Pechiney met de aluminiumfabrieken Alcan en Alusuisse. De toekomst van Pechiney Nederland bleef mede onzeker door de geplande sluiting van de kerncentrale in 2003.
In 2001 kwam er een investeringsplan van 113 miljoen euro (249 miljoen gulden) van de aandeelhouders Pechiney (85 % van de aandelen) en Hunter Douglas (15 % van de aandelen) voor een modernisering en sterke uitbreiding van de productiecapaciteit van 56.000 naar 254.000 ton per jaar in 2004. In september 2003 werd het concern voor 4 miljard euro per 1 januari 2004 verkocht aan de Canadese aluminiumproducent Alcan. Alcan werd daarmee de grootste aluminium- en verpakkingsproducent ter wereld. Nog geen drie jaar later, in oktober 2006, zette Alcan het meerderheidsbelang in het Nederlandse bedrijf te koop. Hunter Douglas bleef niet achter en besloot ook haar belang te verkopen.

### Zalco
Eind mei 2007 wordt een koper gevonden en op 2 juli vindt de overdracht plaats van alle aandelen aan een Britse private-equityonderneming Klesch & Company Ltd. uit Londen. Hierbij wordt de naam van de fabriek omgedoopt in Zalco NV, wat staat voor Zeeland Aluminium Company. Sinds de overname heeft Zalco verlies geleden; in 2009 was het verlies 16,5 miljoen euro en het jaar daarop zelfs 67 miljoen euro. Begin 2011 werd duidelijk dat de onderneming voor het vierde achtereenvolgende jaar een verlies zal rapporteren. De sterk stijgende energieprijzen en dalende aluminiumprijzen zijn hiervan de oorzaak. De directie van Zalco verzoekt het personeel nog om 20 % loon in te leveren om het bedrijf te steunen, maar dit werd door de werknemers afgewezen. Op dinsdag 13 december 2011 is aan het personeel medegedeeld dat het faillissement van Zalco is uitgesproken door de rechtbank van Middelburg. Ongeveer 620 medewerkers van Zalco, waarvan 480 in vaste dienst, verliezen hun baan.
De curatoren proberen een doorstart van Zalco, onder een nieuwe eigenaar, mogelijk te maken. Ze hebben van acht potentiële kopers uit binnen- en buitenland biedingen ontvangen. De curatoren gaan met de partijen onderhandelen om een overname te bewerkstelligen.
Op 11 juni 2012 maken de curatoren de doorstart bekend van twee van de drie onderdelen van Zalco. De gieterij wordt overgenomen door UTB Industry uit Utrecht en de anodefabriek door Century Aluminum Company uit de Verenigde Staten. De anodes zullen worden gebruikt in de twee smelters van Century in IJsland. Century betaalde 10 miljoen euro aan de curatoren en zal nog eens 45 miljoen dollar investeren, zodat in het derde kwartaal van 2013 de fabriek de productie kan herstarten. Een deel van het Zalco-personeel komt weer aan het werk; circa 40 mensen bij de gieterij en eenzelfde aantal voor de anodefabriek. De onderhandelingen na het faillissement van Zalco hebben bijna een half jaar geduurd. De smelterij zal worden ontmanteld door UTB. Na ontmanteling zal de grond, circa 50 hectare, worden teruggegeven aan de havenbeheerder Zeeland Seaports.
In november 2013 heeft Century Aluminum de anodefabriek in Vlissingen weer in gebruik genomen na een renovatie die tientallen miljoenen euro's heeft gekost. De anodes zijn vooral bestemd voor aluminiumfabrieken in IJsland. De fabriek biedt nu(2013) nog werk aan vijftig mensen, maar Century voorziet een verdere uitbreiding.